# Gatzara jezoensis
Gatzara jezoensis is een insect uit de familie van de mierenleeuwen (Myrmeleontidae), die tot de orde netvleugeligen (Neuroptera) behoort. 
Gatzara jezoensis is voor het eerst wetenschappelijk beschreven door Okamoto in 1910.